# Coppa Acerbo
Coppa Acerbo, senare Circuito di Pescara och Pescaras Grand Prix, var en biltävling som kördes på landsvägar utanför Pescara i Italien mellan 1924 och 1961.

## Historia

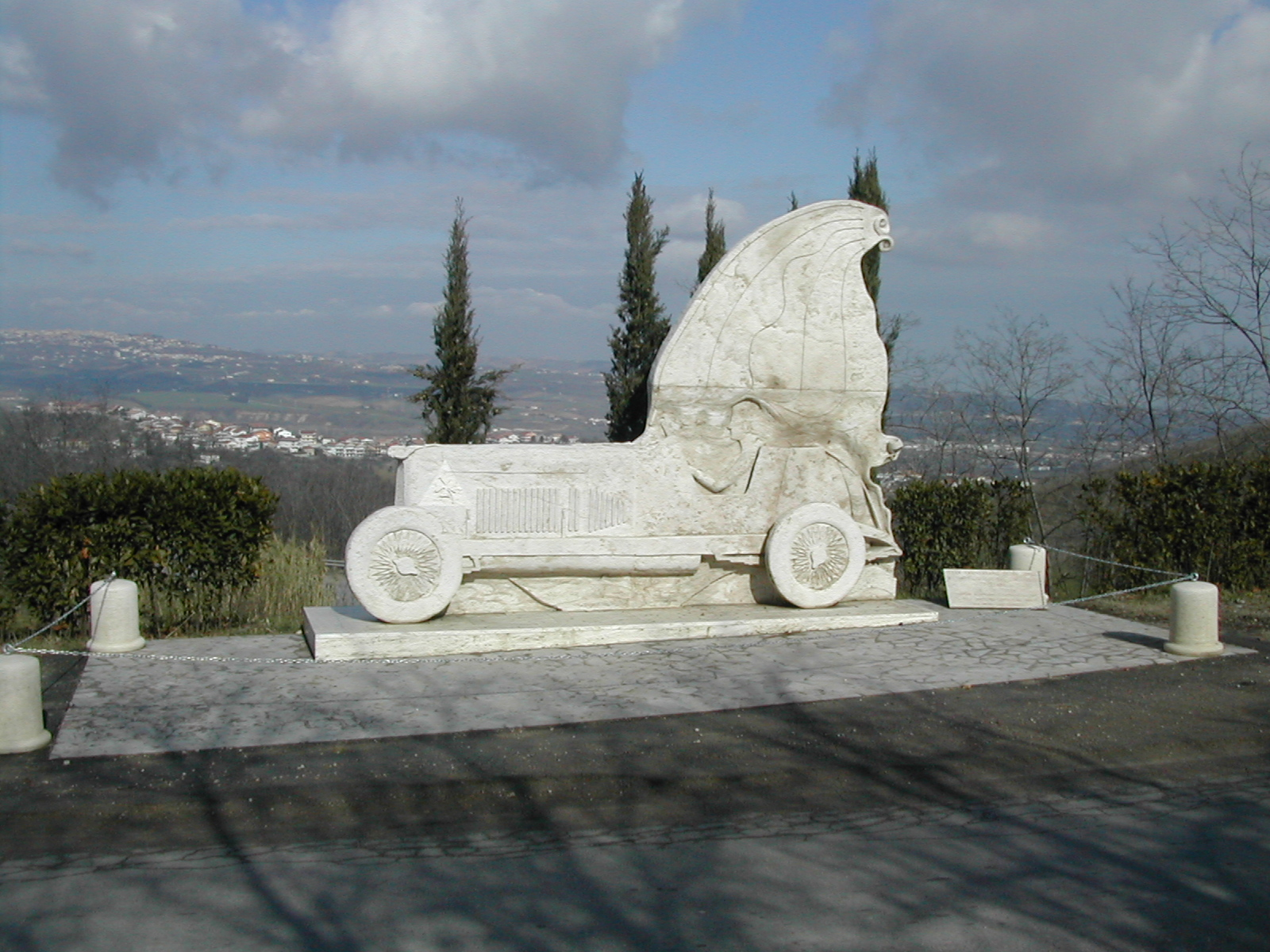
Minnesmärke utanför Pescara över mellankrigstidens Coppa Acerbo.

Coppa Acerbo fick sitt namn efter fascistpolitikern Giacomo Acerbos bror, Tito Acerbo. Under mellankrigstiden hölls tävlingar med Grand Prix-bilar. Efter andra världskriget döptes tävlingen om till Circuito di Pescara och senare Pescaras Grand Prix. Tävlingarna kördes nu omväxlande med sportvagnar och formel 1-bilar. 1957 ingick loppet i formel 1-VM. 

## Vinnare av Coppa Acerbo
| År             | Förare                            | Kategori       | Bil                     |
| -------------- | --------------------------------- | -------------- | ----------------------- |
| 1924           | Enzo Ferrari                      | Grand Prix     | Alfa Romeo RL           |
| 1925           | Guido Ginaldi                     | Grand Prix     | Alfa Romeo RL           |
| 1926           | Luigi Spinozzi                    | Grand Prix     | Bugatti Type 35         |
| 1927           | Giuseppe Campari                  | Grand Prix     | Alfa Romeo P2           |
| 1928           | Ingen tävling                     | Ingen tävling  | Ingen tävling           |
| 1929           | Giuseppe Campari                  | Grand Prix     | Alfa Romeo P2           |
| 1930           | Achille Varzi                     | Grand Prix     | Maserati Tipo 26        |
| 1931           | Giuseppe Campari                  | Grand Prix     | Alfa Romeo Tipo A       |
| 1932           | Tazio Nuvolari                    | Grand Prix     | Alfa Romeo P3           |
| 1933           | Luigi Fagioli                     | Grand Prix     | Alfa Romeo P3           |
| 1934           | Luigi Fagioli                     | Grand Prix     | Mercedes-Benz W25       |
| 1935           | Achille Varzi                     | Grand Prix     | Auto Union B Typ        |
| 1936           | Bernd Rosemeyer                   | Grand Prix     | Auto Union C Typ        |
| 1937           | Bernd Rosemeyer                   | Grand Prix     | Auto Union C Typ        |
| 1938           | Rudolf Caracciola                 | Grand Prix     | Mercedes-Benz W154      |
| 1939           | Clemente Biondetti                | Voiturette     | Alfa Romeo 158 Alfetta  |
| 1940 till 1947 | Inga tävlingar                    | Inga tävlingar | Inga tävlingar          |
| 1947           | Vincenzo Auricchio                | Sportvagn      | Stanguellini-Fiat       |
| 1948           | Giovanni Bracco                   | Sportvagn      | Maserati A6GCS          |
| 1949           | Franco Rol                        | Sportvagn      | Alfa Romeo 6C 2500 SS   |
| 1950           | Juan Manuel Fangio                | Formel 1       | Alfa Romeo 158 Alfetta  |
| 1951           | José Froilán González             | Formel 1       | Ferrari 375 F1          |
| 1952           | Giovanni Bracco Paolo Marzotto    | Sportvagn      | Ferrari 250 S           |
| 1953           | Umberto Maglioli Mike Hawthorn    | Sportvagn      | Ferrari 375 MM          |
| 1954           | Luigi Musso                       | Formel 1       | Maserati 250F           |
| 1955           | Ingen tävling                     | Ingen tävling  | Ingen tävling           |
| 1956           | Robert Manzon                     | Sportvagn      | Gordini T15S            |
| 1957           | Stirling Moss                     | Formel 1       | Vanwall VW              |
| 1958 till 1959 | Inga tävlingar                    | Inga tävlingar | Inga tävlingar          |
| 1960           | Denny Hulme                       | Formel 2       | Cooper T52 - BMC        |
| 1961           | Lorenzo Bandini Giorgio Scarlatti | Sportvagn      | Ferrari 250 Testa Rossa |